# Odontopeltis camerani
Odontopeltis camerani är en mångfotingart som beskrevs av Filippo Silvestri 1895. Odontopeltis camerani ingår i släktet Odontopeltis och familjen Chelodesmidae. Inga underarter finns listade i Catalogue of Life.